# Аргон
Аргон (Ar, лат. argon, до 1957. само A) племенити је гас (не ступа скоро ни у какве хемијске реакције). У периодном систему елемената налази се у 8. главној групи односно 18. IUPAC-групи. Као и други племенити гасови, он је безбојни, једноатомни, изузетно нереактивни гас. По многим физичким особинама, попут тачке топљења и кључања или густине, налази се између лакшег неона и тежег криптона.
Године 2000 је добијено прво једињење аргона, HArF. Стабилни изотопи су му: 36, 38 и 40. Аргон који се јавља на Земљи има већу атомску масу од калијума који се јавља после њега. Аргон је најраспрострањенији племенити гас на Земљи. Његов удео у Земљиној атмосфери износи око 0,934%. Тиме је он трећи најзаступљенији састојак ваздуха, одмах након азота и кисеоника. Толика количина аргона се највећим делом објашњава радиоактивним распадом изотопа калијума 40K, при чему настаје изотоп аргона 40.
Након што је откривен и добијен из ваздуха, те након што је због своје нереактивности назван „племенити гас”, такав назив су добили и сви остали слични гасови откривени након њега. Хелијум (од helios, грч. назив за „сунце”) је наводно откривен пре њега помоћу спектроскопског посматрања Сунчеве светлости као и у земаљским узорцима, а неон је откривен нешто касније. Аргон су добили Џон Вилијам Страт и Вилијам Ремзи 1894. помоћу фракционе дестилације течног ваздуха. Као веома вредан племенити гас, он се производи у великим количинама и користи као заштитни гас при заваривању и производњи неких метала, али и као гас за пуњење гасних сијалица (лампи).

## Историја
Прве назнаке постојања гаса, за који ће се касније испоставити да је аргон, дао је Хенри Кевендиш који је 1783. истраживао реактивност ваздуха. Вршио је електрична пражњења у тачно одређену количину ваздуха, која је била обогаћена кисеоником у односу 5:3. Азот и кисеоник су међусобно реаговали, те су настали азотни оксиди могли бити уклоњени. Међутим, преостала је мала количина гасова који нису реаговали. Ипак, Кавендиш није успео да препозна да се међу њима радило о новом елементу, те није наставио своја истраживања на том пољу.
Након што је Џон Вилијам Страт 1892. одредио густину азота издвојеног из ваздуха, приметио је да азот добијен из амонијака има незнатно мању густину. Настале су разне шпекулације о овом открићу. Тако је на пример Џејмс Дјуар сматрао да се у том случају ради о троатомном молекулу азота 3, аналогно као и код озона. Страт је поновио Кевендишове експерименте, тако што је у стакленој кугли напуњеној ваздухом изазивао електричне варнице и довео до реакције кисеоника и азота. Након што је потврдио Кевендишове резултате о нереактивном остатку у кугли, Вилијам Ремзи је 1894. испитивао те остатке, преводећи гасове преко загрејаног магнезијума. Да су ти остаци садржавали азот, дошло би настанка нитрида, те се из смесе могао издвојити додатни азот. Међутим, резултати су показали да је дошло до повећања густине што ће касније довести до открића до тада још непознатног, нереактивног гаса. Ремзи и Страт су 31. јануара 1895. коначно објавили откриће новог елемента. Назив новог елемента, аргона, извели су из старогрчке речи ἀργός argos, „нереактиван”, „лењ”. Након што је Вилијам Ремзи од 1898. испитивао аргон издвојен из ваздуха, у остацима гасова је открио још три друга елемента, племените гасове неон, криптон и ксенон.
Прву техничку примену аргон је пронашао у електроиндустрији. Између осталог, израђивале су се такозване тунгар (скр. од „tungsten” - волфрам и аргон) цеви, исправљачи на бази тињалице у заштитној атмосфери аргона.

## Заступљеност
Пошто од настанка Земље на њој постоји доста калијума, а веома мало племенитих гасова, аргон који настаје из калијума својом количином неколико пута превазилази остале племените гасове. Заступљен је у атмосфери у количини од 0,934%.

## Особине

### Физичке
У нормалним условима притиска и температуре, аргон је једноатомни, безбојни гас без мириса и укуса. При температури од 87,15 K (−186 °C) се кондензује у течно стање док при 83,8 K (−189,3 °C) прелази у чврсто. Као и код других племенитих гасова, осим хелијума, аргон се кристализује у кубном кристалном систему са параметром решетке a = 526 pm при 4 K.
Као и сви племенити гасови, и аргон има попуњене све електронске љуске (тзв. конфигурација племенитог гаса). Тиме се може објаснити да се овај гас налази у природи у једноатомном стању те да му је реактивност занемарива. Уз густину од 1,784 kg/m3 при 0 °C и 1013 hPa, аргон је тежи од ваздуха, тј. скупља се на дну. У фазном дијаграму, тројна тачка се налази на 83,8 K i 689 hPa, критична тачка на 150,86 K и 4896 kPa, док му је критична густина 0,536 g/cm3.
У води, овај гас је слабо растворљив. Тако се у једном литру воде при 0 °C и нормалном притиску може растворити највише 5,6 грама аргона.

### Хемијске
Као и сви племенити гасови, аргон готово никако не реагује са другим елементима или једињењима. До данас познато је само једно једињење аргона, аргон-флуорохидрид HArF, добијен 2000. године у лабораторији путем фотолизе са флуороводоником у матрици аргона при 7,5 K, те је идентификован на основу нових линија у инфрацрвеном спектру. Међутим то једињење се распада на температурама изнад 27 K. Према прорачунима, требало би да постоји још једињења аргона у метастабилном стању који се релативно спорије распадају, међутим до данас није експериментално потврђено њихово постојање. Неки од примера су хлорни аналоги аргон-флуорохидрита опште формуле HArCl, али и једињења при којима се протон замењује другим групама, као на пример FArCCH као органско једињење аргона или FArSiF3 са везом између аргона и силицијума. Аргон гради и одређене клатрате, у којима је он физички „затворен” у празне просторе између кристала. При −183 °C аргон-хидрат је стабилан, али је његова брзина стварања веома спора, да би се десила прекристализација. Ако је са ледом помешан и хлороформ, клатрат се ствара већ при −78 °C. Такође је стабилан и клатрат аргона у хидрохинону.

### Изотопи
Позната су укупно 23 изотопа аргона као и неколико нуклеарних изомера. Међу свим изотопима само су три стабилна: 36, 38 и 40Ar и могу се наћи у природи. Међу њима, највише је изотопа 40Ar чији удео у природној изотопској смеси аргона износи 99,6%. Изотопи 36 и 38Ar са уделима од 0,34% односно 0,06% су веома ретки. Од нестабилних изотопа 39Ar има време полураспада од 269 година док 42Ar има 32,9 година. Сви остали изотопи се распадају много брже те су им времена полураспада у нивоу од 20 ns код 30Ar до 35,04 дана код 37.
Изотоп 40Ar се користи за одређивање старости стена (такозвано калијум-аргонско датирање). При томе до изражаја долази да се нестабилни 40K садржан у стенама полако распада до 40Ar. Што се више калијума распадне до аргона то је одређена стена старија. Краткоживећи изотоп 41 се може употребити за испитивање гасовода и гасних инсталација. Проводећи кроз инсталације 41Ar може се испитивати њихова пропусност, затвореност или исправност.

## Примена
- У хемијским реакцијама за добијање нереактивне атмосфере (ако је и атмосфера азота сувише реактивна.
- У техници заваривања, чист или у гасним смесама са CO, CO2, H2 и N2 ;
- У металургији за термичку обраду и производњу високолегираних челика, за заштиту одливака, за десулфуризацију ...
- У електроници за производњу полупроводника, у производњи расветних средстава инструменталној аналитици, нуклеарној техници ...

## Начин производње и испоруке
- Добија се ректификацијом течног ваздуха (кисеоничне фракције) на температури испод -185 °C
- У челичним судовима - боцама, под притиском од 150 бара. Боце су појединачне или у батеријама - палетама са заједничким вентилом за пуњење и пражњење, у батеријама судова - боца трајно уграђеним на транспортно возило или у течном агрегатном стању специјалним транспортним возилима до резервоара корисника аргона

## Поступак и материјали
- У гасовитом стању под притиском, у течном стању се треба придржавати прописаних норми и мера заштите.
- За гасовити аргон се може применити већина уобичајених материјала. Течни аргон захтева примену аустенитних легираних челика, алуминијума, бакра и легура, тефлон...